# المدافعون (مسلسل قصير)
مارفل المدافعون (بالإنجليزية: Marvel's The Defenders) مسلسل ويب أمريكي قصير، من اعداد دوغلاس بيتر وماركو راميرز مبني شخصيات قصص مارفل المصورة؛ ديردفل، جيسكا جونز، لوك كيج، والقبضة الحديدية.
توفرت حلقات المسلسل الثمانية للعرض حسب الطلب على نتفليكس في 18 أغسطس، 2017.

## الممثلين والشخصيات

### شخصيات رئيسية
- تشارلي كوكس بدور مات موردوك / ديرديفل
- كريستين ريتر بدور جيسكا جونز
- مايك كولتر بدور لوك كيج
- فين جونز بدور داني راند / القبضة الحديدية

## وصلات خارجية
- الموقع الرسمي
- المدافعون على موقع IMDb (الإنجليزية)
- المدافعون على موقع ميتاكريتيك (الإنجليزية)
- المدافعون على موقع روتن توميتوز (الإنجليزية)
- المدافعون على موقع نتفليكس (الإنجليزية)
- المدافعون على موقع أول موفي (الإنجليزية)
- المدافعون على موقع فيلمافينيتي (الإسبانية)
- المدافعون على موقع كينوبويسك (الروسية)
- المدافعون على موقع ألو سيني (الفرنسية)
- المدافعون على موقع قاعدة بيانات الفيلم (الإنجليزية)